# Ядерный исследовательский центр «Нахаль Сорек»

Ядерный реактор центра «На́халь Соре́к» на заключительном этапе строительства (начало 1960 года).

Ядерный исследовательский центр «На́халь Соре́к» — израильский исследовательский центр.
Расположен вблизи населённых пунктов Пальмахим и Явне.
Первый ядерный реактор в Израиле, на базе которого был основан центр, построен по договору с США, заключённому в 1955 году в рамках программы «Атом для мира» президента Эйзенхауэра. 16 июня 1960 года был осуществлён физический пуск реактора. Центр проводит исследования в различных областях физики. Мощность реактора — 5 мегаватт, это легководный реактор (IRR-1) бассейнового типа. Производят на нём в основном изотопы для ядерной медицины (99Tc, 18F, 201Tl, 67Ga).
Ядерный реактор в Сореке был одним из первых сооружений, спроектированным архитектором Джонсоном после отхода от интернационального стиля. Реактор накрыт 30-метровым колпаком из искривлённых бетонных полос. Для обеспечения работы реактора за 1960—1966 годы США поставили 50 кг высокообогащённого урана. Отработанное топливо возвращается в США.
Центр назван в честь протекающей вблизи реки Сорек.
Находится под контролем МАГАТЭ.
Делегация экспертов по ядерной безопасности Международного агентства по атомной энергии (МАГАТЭ) посетила центр в начале июля 2013 года. Целью визита была оценка степени обеспечения безопасности в исследовательском центре. В состав делегации вошли специалисты МАГАТЭ в области безопасности, а также международные эксперты из пяти стран. Инициатива визита принадлежала израильской Комиссии по атомной энергии. Он был проведён в рамках осуществляемых под руководством МАГАТЭ международных усилий по извлечению выводов из последствий аварии на ядерном реакторе в Фукусиме в марте 2011 года. Делегация МАГАТЭ высоко оценила усиление Израилем национальной системы лицензирования и её независимость, а также усилия страны по поддержанию высокого уровня ядерной безопасности. Глава делегации МАГАТЭ Джеймс Лайонс сказал: «Решение пригласить делегацию демонстрирует явную приверженность Израиля постоянному совершенствованию в области ядерной безопасности».

## Радиационная авария
21 июня 1990 года в центре Сорек по вине частной компании, занимавшейся стерилизацией посредством ионизирующего излучения, произошла авария, вследствие которой один из рабочих подвергся радиоактивному заражению. Несмотря на интенсивное лечение, он скончался пять недель спустя.